# Fontainea fugax
Fontainea fugax är en törelväxtart som beskrevs av Paul Irwin Forster. Fontainea fugax ingår i släktet Fontainea och familjen törelväxter. Inga underarter finns listade i Catalogue of Life.